# Mühlhausen im Täle
Mühlhausen im Täle település Németországban, azon belül Baden-Württembergben. Lakosainak száma 1128 fő (2023. december 31.).

## Népesség
A település népessége az elmúlt években az alábbi módon változott:
| Lakosok száma | 816  | 1019 | 1069 | 1057 | 1095 | 1096 | 1128 |
|               | 1975 | 2014 | 2017 | 2019 | 2021 | 2022 | 2023 |